# Bruxanelia indica
Bruxanelia indica är en måreväxtart som beskrevs av August Wilhelm Dennstedt. Bruxanelia indica ingår i släktet Bruxanelia och familjen måreväxter. Inga underarter finns listade i Catalogue of Life.